# Непримеров, Николай Николаевич
Николай Николаевич Непримеров (1 мая 1921, д. Анновка, Бобровский уезд, Воронежская губерния, РСФСР — 11 января 2017, Казань, Россия) — советский и российский физик, профессор Казанского государственного университета, доктор технических наук. Многие годы печатается в республиканских газетах и периодике Казанского университета. Написал повесть о военных буднях фронтовой авиации. Свыше четырёх десятилетий профессор Н. Н. Непримеров разрабатывает такую специфическую область, как физику отдачи нефтеносных пластов.

## Фрагменты биографии
Николай Николаевич Непримеров (Преображенский) родился 1 мая 1921 года в деревне Анновка Воронежской области в семье лесничего и сельской учительницы. В 1926 году семья переехала в Казань, где он в 1939 окончил с отличием школу № 83.
В том же 1939 году был призван в армию, где прослужил авиатехником до 1946 года, из которых четыре года прошли на фронте. Награждён орденом Красной Звезды и медалями.
С 1946 года начинается его учёба на физико-математическом факультете Казанского университета, с которым он свяжет свою судьбу на всю жизнь. Именной стипендиат, он заканчивает Университет с отличием в 1951 году и остается при нём в аспирантуре у доцента Альтшулера С.А.
Непримеров был женат на Галине Анатольевне Непримеровой с 1959 года. Их старшая внучка Мария Анатольевна Бергеманн закончила физический факулътет Казанского университета в 2005 году и работает с 2014 года руководителем научной группы в институте Астрофизики Макса Планка в Хайдельберге.

## Научная и педагогическая деятельность

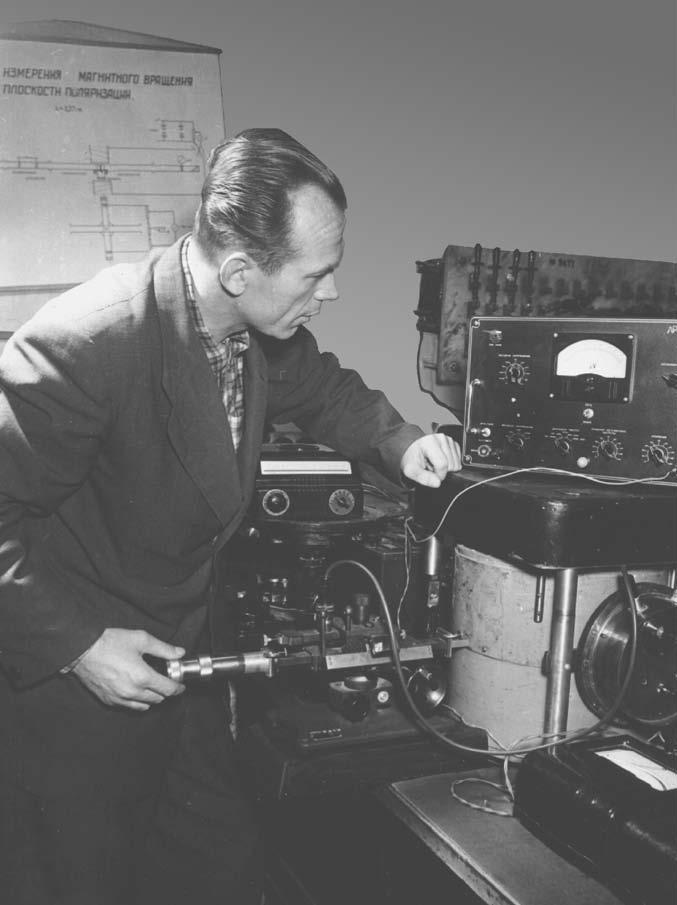
За настройкой аппаратуры для кандидатской диссертации (1953)

В 1954 году досрочно защищает кандидатскую диссертацию, а в 1963 и докторскую. Будучи ещё аспирантом, создает учебную специализацию по магнитной радиоспектроскопии и участвует в создании проблемной лаборатории по магнитной радиоспектроскопии. В 1960 году он становится заведующим кафедрой Радиоэлектроники уже на Физическом факультете с новой учебной специализацией по Радиофизическим измерениям.
В эти годы складывается его особый подход к научным исследованиям. Уже в кандидатской диссертации он строит не одну, а последовательно три совершенно различных экспериментальных установки. Изучает вращение плоскости поляризации микроволн, измеряет дисперсию магнитной восприимчивости и определяет диэлектрическую постоянную для всех исследованных им 36 веществ, что позволяет ему не только качественно, но и количественно связать эффект Маккалюзо — Корбино с электронным парамагнитным резонансом и дать этой связи теоретическое обоснование.
В 1955 году он заключает первый в истории КГУ хозяйственный договор с производственным объединением Татнефть, который продолжается вот уже 40 лет.
Н. Н. Непримеров берется за комплексное, глубокое изучение явлений переноса в пористых средах. Всесторонне изучает фазовые переходы в нефти, тепловой, гидродинамический и физико-химический режимы при разработке нефтяных и газовых месторождений. Для более достоверного понимания процессов, происходящих в недрах, исследуются и месторождения термальных и минеральных вод, затрагиваются вопросы теплового режима Земли в целом.
Более 250 исследованных месторождений уникальным приборным оборудованием, фундаментальные исследования движения как такового дают ему возможность создать к началу восьмидесятых годов принципиально новую технологию оптимальной выработки нефтяного пласта, основанную на глубоком проникновении в сущность процесса вытеснения одной жидкости другой из деформируемой пористой среды. Её применение позволяет увеличить темп добычи, повысить степень извлечения нефти из недр, при кратном снижении затрат на добычу. На основе этой технологии составлены проекты доразработки для Азнакаевской, Восточно-Лениногорской, Шугуровской и Березовской площади Ромашкинского нефтяного месторождения в Татарии.
В 1979 году проф. Непримеров создает при КГУ специальный факультет по переподготовке кадров для нефтяной промышленности. За 10 лет его окончило более 200 человек со всех регионов страны.
По письму ректора КГУ, генерального директора ПО Татнефти и первого секретаря Татарского ОК КПСС в 1988 году создается госбюджетная лаборатория Физической динамики гетерогенных сред при кафедре Радиоэлектроники, в которой Н. Н. Непримеров стал главным научным сотрудником, после ухода его с заведования кафедрой в 1992 году Н. Н. Непримеров — трижды лауреат первой премии КГУ за лучшую научно — исследовательскую работу в 1957, 1962 и 1993 годах.
Наряду с интенсивной научной деятельностью, Непримеров работает над совершенствованием теории и практики учебного процесса. 650 выпускников КГУ подготовила каф. радиоэлектроники по созданной им специальности. На организованном им Воскресном Университете он еженедельно читал научные проповеди для населения Казани, собирая большую аудиторию.
Непримеров за свою долгую жизнь был членом многих научных и научно- технических советов, Госкомитетов, Министерств, АН СССР. Работал государственным экспертом Госплана СССР, а также ученых советов по защите не только физфака и геофака КГУ но и советов в Казанском техническом университете и институте Профтехпедагогики АПН СССР.
К своему семидесятилетию он завершил труд всей своей творческой жизни, издав книгу — «Мироздание». К семидесятипятилетию подготовлен к печати другой фундаментальный труд — «Физическая динамика». О своих фронтовых годах он написал повесть «Технари».
Скончался на 96 году жизни 11 января 2017 года.

## Ученики
Девятнадцать его учеников стали кандидатами наук, а Н. В. Седых и В. Я. Волков — докторами.

## Степени и звания
- Решением Совета Казанского государственного университета им. В. И. Ульянова-Ленина от 27 мая 1954 года, за работу «Парамагнитный резонанс и вращение плоскости поляризации в микроволновом диапазоне» присуждена ученая степень кандидата физико-математических наук. Москва 12 января 1955 год]
- Решением Высшей Аттестационной Комиссии от 23 июня 1956 года утвержден в ученом звании доцента по кафедре «Экспериментальная физика». Москва 17 июля 1956 год.
- Решением Высшей Аттестационной Комиссии от 13 июня 1964 года на основании защиты в совете Московского института нефтехимической и газовой промышленности им. акад. И. М. Губкина 26 марта 1963 года работы «Экспериментальное исследование некоторых вопросов подземной гидромеханики и физики системы пласт-скважина», присуждена ученая степень доктора технических наук. Москва 21 июля 1965 год.
- Решением Высшей Аттестационной Комиссии от 16 марта 1968 года утвержден в ученом звании профессора по кафедре «Радиоэлектроника». Москва 21 апреля 1966 год.
- Лауреат премии Правительства Российской Федерации в области науки и техники[3][4]

## Научные публикации и изобретения
Автор и соавтор опубликованных работ 9 монографий, 156 статей и тезисов, 6 изобретений 
- Непримеров Н. Н. Экспериментальное исследование некоторых особенностей добычи парафинистой нефти Казань 1958 151с
- Н. Н. Непримеров Мироздание. Казань : Изд-во Казан. ун-та , 1992 94, с.: 21 см ISBN 5-7464-1116-7 (В пер.)

## Награды
- Орден Отечественной войны II степени (1985)
- Орден Красной Звезды (1945)
- Медаль «За боевые заслуги» (1944)
- Медаль «За оборону Ленинграда»
- Медаль «За победу над Германией в Великой Отечественной войне 1941—1945 гг.» (1945)
- Медаль «За взятие Кёнигсберга»
- Юбилейная медаль «Двадцать лет Победы в Великой Отечественной войне 1941—1945 гг.» (1965)
- Юбилейная медаль «Тридцать лет Победы в Великой Отечественной войне 1941—1945 гг.» (1976)
- Юбилейная медаль «Сорок лет Победы в Великой Отечественной войне 1941—1945 гг.» (1985)
- Юбилейная медаль «50 лет Победы в Великой Отечественной войне 1941—1945 гг.» (1995)
- Юбилейная медаль «50 лет Вооружённых Сил СССР» (1969)
- Медаль «За доблестный труд в Великой Отечественной войне 1941—1945 гг.» (1970)
- Медаль «Ветеран труда» (1983)
- Юбилейная медаль «60 лет Вооружённых Сил СССР» (1979)
- Юбилейная медаль «70 лет Вооружённых Сил СССР» (1988)
- Медаль «ВДНХ СССР» (1986)
- Нагрудный знак Изобретатель СССР (1987)
- Знак «25 лет победы» (1970)
- Знак «Победитель соцсоревнования — 1977»
- Премия Правительства Российской Федерации в области науки и техники (2018), награжден посмертно. No 2827-р. Москва 18 декабря 2018 год[6].